# Blovstrød
Blovstrød é uma localidade situada no município de Allerød, na região Capital (Dinamarca), com uma população em 2012 de uns 2 295.
Encontra-se localizada ao nordeste da ilha de Selândia, para perto de Copenhaga, da costa do mar Báltico e do fiorde de Roskilde.